# Rasa Leleivytė
Rasa Leleivytė (Vilnius, 22 luglio 1988) è una ciclista su strada lituana che gareggia per la formazione pratese Aromitalia-Basso Bikes-Vaiano.

## Biografia
È nata Vilnius, all'epoca nella Repubblica Socialista Sovietica Lituana.
Ai Campionati europei di ciclismo su strada del 2008 ha vinto la Gara in linea femminile Under-23.
Il 18 luglio 2012 è stato reso noto che è risultata positiva all’EPO in un controllo a sorpresa effettuato il precedente 12 giugno. Ha dovuto pagare una sanzione di 5 040 Euro ed è stata sospesa per due anni fino al 13 luglio 2014.
Ha rappresentato la Lituania ai Giochi olimpici estivi di Tokyo 2020, dove si è classificata 35ª nella corsa in linea.

## Palmarès
- 2006 (Juniores)

Campionati del mondo, Gara in linea Juniores
- 2007 (una vittoria)

Campionati lituani, Prova in linea Elite
- 2008 (S.C. Michela Fanini Rox)

Campionati del mondo, Gara in linea Under-23
- 2009 (Safi-Pasta Zara - Titanedi, una vittoria)

Campionati lituani, Prova in linea Elite
- 2010 (Safi-Pasta Zara, tre vittoria)

1ª tappa Ladies Tour Of Qatar (Museum of Islamic Art > Al Khor Corniche)
Gp Comune Di Cornaredo
4ª tappa Trophée d'Or Féminin (Avord > Avord)
- 2011 (Vaiano-Solaristech, due vittorie)

Gp Comune Di Cornaredo
Campionati lituani, Prova in linea Elite
- 2018 (Aromitalia Vaiano, due vittorie)

Campionati lituani, Prova in linea Elite
Giro dell'Emilia Internazionale Donne Elite
- 2022 (Aromitalia-Basso Bikes-Vaiano, una vittoria)

Campionati lituani, Prova in linea Elite
- 2023 (Aromitalia-Basso Bikes-Vaiano, una vittoria)

2ª tappa Giro della Toscana Femminile-Memorial Michela Fanini (Quaratta > Serravalle Pistoiese)
- 2024 (Aromitalia 3T Vaiano, due vittorie)

1ª tappa Giro della Toscana Femminile-Memorial Michela Fanini (Quaratta > Serravalle Pistoiese)
3ª tappa Giro della Toscana Femminile-Memorial Michela Fanini (Lucca > Montecatini Alto)

### Altri successi
- 2008 (S.C. Michela Fanini Rox)

Classifica giovani Tour Féminin en Limousin
- 2024 (Aromitalia 3T Vaiano)

Classifica a punti Giro della Toscana Femminile-Memorial Michela Fanini

## Piazzamenti

### Grandi Giri
- Giro d'Italia

2008: 59ª
2010: 64ª
2011: 31ª
2015: 47ª
2016: 20ª
2017: 27ª
2018: 82ª
2019: 72ª
2020: 49ª
2021: 55ª
2022: 25ª
2023: 75ª

### Competizioni mondiali
- Campionati del mondo su strada

Vienna 2005 - In linea Juniores: 3ª
Spa 2006 - In linea Juniores: vincitrice
Stoccarda 2007 - In linea Elite: 78ª
Varese 2008 - In linea Elite: 81ª
Mendrisio 2009 - In linea Elite: 32ª
Geelong 2010 - In linea Elite: 8ª
Copenaghen 2011 - In linea Elite: 9ª
Richmond 2015 - In linea Elite: 35ª
Doha 2016 - In linea Elite: 19ª
Bergen 2017 - In linea Elite: 16ª
Innsbruck 2018 - In linea Elite: 11ª
Harrogate 2019 - In linea Elite: 83ª
Imola 2020 - In linea Elite: 16ª
Fiandre 2021 - In linea Elite: 54ª
Wollongong 2022 - In linea Elite: 59ª
Glasgow 2023 - In linea Elite: 71ª
Zurigo 2024 - In linea Elite: ritirata
- Giochi olimpici

Tokyo 2020 - In linea: 35ª
Parigi 2024 - In linea: 20ª
- Campionati del mondo gravel

Veneto 2022 - Elite: 9ª
Veneto 2023 - Elite: 14ª

### Competizioni europee
- Campionati europei su strada

Valkenburg 2006 - In linea Juniores: 5ª
Sofia 2007 - In linea Under-23: 3ª
Verbania 2008 - In linea Under-23: vincitrice
Hooglede-Gits 2009 - In linea Under-23: 4ª
Ankara 2010 - In linea Under-23: 8ª
Plumelec 2016 - In linea Elite: 5ª
Herning 2017 - In linea Under-23: 12ª
Glasgow 2018 - In linea Elite: 5ª
Alkmaar 2019 - In linea Elite: 10ª
Plouay 2020 - In linea Elite: 33ª
Trento 2021 - In linea Elite: 3ª
Monaco di Baviera 2022 - In linea Elite: 12ª
Drenthe 2023 - In linea Elite: 32ª
Limburgo 2024 - In linea Elite: 9ª
- Giochi europei

Minsk 2019 - In linea: 9ª